# LGBT YouTuber列表
此列表收錄身為有公開性向的LGBTYouTuber。

## 臺灣
- 冏冏子：1986年8月28日（38歲）
- 鍾明軒：1999年12月20日（25歲）[1]
- 黃挺瑋：1996年10月8日（28歲）[2]
- 林東進：1991年12月9日（33歲） [3][4]
- 小A辣：1989年7月5日（35歲） [3]
- 愛里：1992年11月18日（32歲）
- 小賴：1991年1月16日（34歲）
- 黃大謙：1997年2月4日（28歲）[5]
- 卡洛林：1993年7月20日（31歲）
- 貝拉：1996年10月15日（28歲）
- 酸酸：1981年10月1日（43歲）[6]
- 黃小愛
- 小方塊 Frank：1997年7月19日（27歲）

## 中國大陸
- 北京小叔：未知
- 夏河: 1983年5月20日（41歲）

## 美國
- 詹姆斯·查尔斯：1999年5月23日（25歲）[7]
- 布兰妮·休斯顿：1989年2月22日（36歲）[8]
- 潔絲·詹寧斯：2000年10月6日（24歲）[9]
- 泰勒·奧克利：1989年3月22日（36歲）[10]
- 杰弗里·斯塔尔：1985年11月15日（39歲）[11]
- 山姆·徐：1989年5月2日（36歲）[12]
- 克里斯·克洛克：1987年12月7日（37歲）[13][14][15]
- 戴夫·魯賓：1976年6月26日（48歲）[16][17]
- 盧卡斯·克魯伊山克：1993年8月29日（31歲）[18][19]
- 谢恩·多森：1988年7月19日（36歲）[20]

## 英國
- 湯姆·戴利：1994年5月21日（30歲）[21]
- 丹·豪爾：1991年6月11日（33歲）[22]
- 菲爾·萊斯特：1987年1月30日（38歲）[23][24]
- 羅賓·丹尼爾·斯金納：1998年12月15日（26歲）[25]
- 蓋斯·柯沃西：1991年10月1日（33歲）[26]

## 加拿大
- 莉莉·辛格：1988年9月26日（36歲）[27]

## 澳大利亞
- 特洛伊·希文：1995年6月5日（29歲）[28]